# George Simion

George Simion (2025)

George-Nicolae Simion (* 21. September 1986 in Focșani) ist ein rumänischer rechtsextremer Politiker. Er ist Mitbegründer und derzeitiger Vorsitzender der Partei Alianța pentru Unirea Românilor (AUR).

## Frühes Leben und Ausbildung
Simion absolvierte die Mihai-Viteazul-Schule in Focșani und anschließend das Colegiul Național Gheorghe Lazăr in Bukarest. Simion studierte Geschichte an der Alexandru-Ioan-Cuza-Universität in Iași und an der Universität Bukarest. Während seines Studiums engagierte er sich in verschiedenen nationalistischen Organisationen und Bewegungen. Außerdem war er in der Hooligan-Szene aktiv.

## Politische Karriere

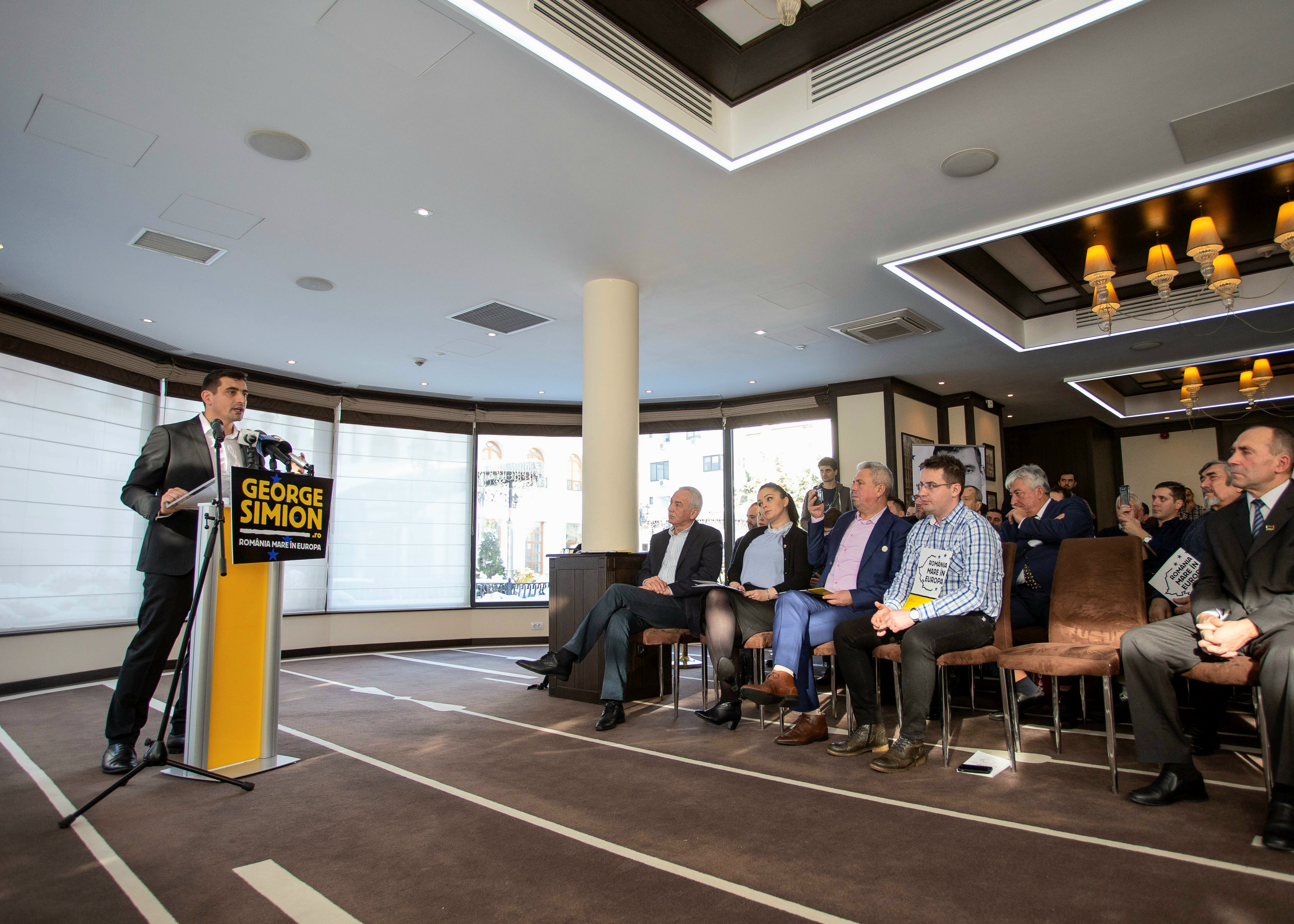
Simion kündigt seine Kandidatur für die Wahl zum EU-Parlament an, 12. Januar 2019

Simion mit dem belgischen Premierminister Bart De Wever, der italienischen Premierministerin Giorgia Meloni und dem tschechischen Premierminister Petr Fiala am 20. März 2025 in Brüssel

Simion begann seine politische Laufbahn als Aktivist für die Vereinigung Rumäniens mit der Republik Moldau. Er gründete die Union der Bessaraber in Rumänien und organisierte zahlreiche Demonstrationen und Veranstaltungen.
Bei der Europawahl in Rumänien 2019 kandidierte Simion als unabhängiger Kandidat. Er verfehlte den Einzug ins Parlament. Im September 2019 gründete Simion zusammen mit Claudiu Târziu die Partei Alianța pentru Unirea Românilor (AUR). Die Partei positionierte sich als eine nationalistische und konservative Kraft in der rumänischen Politik. Sie trat für traditionelle Familienwerte, nationale Souveränität und die Vereinigung mit der Republik Moldau ein.
Die AUR nahm an der Parlamentswahl in Rumänien 2020 teil und erzielte etwa 9 % der Stimmen. Simion wurde als Abgeordneter in die Abgeordnetenkammer gewählt und übernahm die Rolle des Parteivorsitzenden.

Simion (rechts) und Nicușor Dan während einer TV-Debatte am 8. Mai 2025

Simion kandidierte bei der später annullierten Präsidentschaftswahl in Rumänien 2024, verpasste jedoch den Einzug in die Stichwahl.
Bei der Wiederholungswahl 2025 kandidierte er erneut. Im ersten Wahlgang am 4. Mai 2025 erhielt er mit 41 Prozent der Stimmen das klar beste Ergebnis aller Kandidaten und zog somit in die Stichwahl gegen Nicușor Dan (21,0 Prozent) ein. In der Stichwahl am 18. Mai 2025 unterlag er mit 46,4 Prozent Dan, der mit 53,6 Prozent gewählt wurde. Nach den ersten Hochrechnungen, die das Ergebnis bereits in etwa abbildeten, erklärte sich Simion dennoch zum „neuen Präsidenten Rumäniens“. Im Laufe des Abends räumte er seine Niederlage ein.

## Einordnung und Kontroversen
Simion wird von Beobachtern als rechtsextrem eingestuft.
Simion nahm 2019 an den Auseinandersetzungen zwischen Ungarn und Rumänen über den Militärfriedhof in Valea Uzului teil. Er warf der Demokratischen Union der Ungarn in Rumänien (UDMR) vor, für den Vorfall verantwortlich zu sein. Simion unterstützte nach der Parlamentswahl 2020 die Kandidatur des rechtsextremen Politikers Călin Georgescu als Premierminister des Landes. Der ehemalige Verteidigungsminister der Republik Moldau, Anatol Șalaru, beschuldigte Simion 2023, sich 2011 mit einem Chef des Inlandsgeheimdienstes der Russischen Föderation (FSB) in Czernowitz getroffen zu haben. Simion wies diese Anschuldigungen zurück und bezeichnete sich selbst als „den russophobsten Parteivorsitzenden“ in Rumänien.